# Zygonyx asahinai
Zygonyx asahinai – gatunek ważki z rodziny ważkowatych (Libellulidae).